# Økofeminisme
Økofeminismen er en filosofi og ideologi som har blandet feminismen sammen med miljøvenlige ideologier, så som økokritik, grøn ideologi, økologisme, grøn anarkisme, økoanarkisme, økosocialisme eller lignende.